# Historisch Museum van Armenië
Het Historisch Museum van Armenië (Armeens: Հայաստանի պատմության թանգարան Hayastani Patmut’yan T’angaran) is een archeologisch, numismatisch en etnografisch museum in de Armeense hoofdstad Jerevan. Het werd opgericht in 1919 en is gevestigd aan het Plein van de Republiek, in hetzelfde gebouw als de Nationale Galerij van Armenië. Het gebouw werd ontworpen in neoclassicistische stijl door Aleksandr Tamanjan.

## Collecties
Het museum bezit ongeveer 400.000 stukken (verworven door opgravingen, aankopen of schenkingen), verdeeld in vier grote collecties:
- de archeologische collectie (35 % van de stukken) gaat van de oude steentijd tot de middeleeuwen, met een nadruk op de Oerartische en hellenistische periode;[1]
- de numismatische collectie (45 % van de stukken) verzamelt talrijke muntstukken van verschillende oorsprongen, van de 5e eeuw v. Chr. tot de 20e eeuw, bankbiljetten, postzegels en medailles;[2]
- de etnografische collectie (8 % van de stukken) bevat textiel (voornamelijk Armeense tapijten), koperen, houten en faience stukken, wapens en verschillende etnografische documenten;[3]
- de documentaire collectie (12 % van de stukken) bestaat voornamelijk uit negatieven, gemaakt tussen 1878 en 2000.[4]